# Rowan County, Kentucky
Rowan County är ett administrativt område i delstaten Kentucky, USA, med 23 333 invånare. Den administrativa huvudorten (county seat) är Morehead. 

## Geografi
Enligt United States Census Bureau så har countyt en total area på 741 km². 727 km² av den arean är land och 14 km² är vatten. 

### Angränsande countyn
- Lewis County - norr
- Carter County - nordost
- Elliott County - öst
- Morgan County - söder
- Menifee County - sydväst
- Bath County - väst
- Fleming County - nordväst